# Condylocardia fernandina
Condylocardia fernandina is een tweekleppigensoort uit de familie van de Condylocardiidae. De wetenschappelijke naam van de soort is voor het eerst geldig gepubliceerd in 2003 door Coan.